# Korte telling
De korte telling van de Mayakalender verving in de tiende eeuw de lange telling. Deze was na het ineenstorten van de dynastieën van de Maya in onbruik geraakt. In de korte telling verdween de baktun-registratie en werd bijgevolg het tijdsverloop niet meer gemeten ten opzichte van de mythologische begindatum 4 Ahau 8 Cumku.

## Katun-periode
Het is of de band met de vroegere geschiedenis was doorgesneden. De wel aangegeven katun wordt gekenmerkt door de dag waarop deze eindigt in het tzolkin, namelijk Ahau, terwijl het bijbehorend nummer telkens met twee verspringt.
Na een katun 13 Ahau volgt aldus een katun 11 Ahau, dan 9 – 7 – 5 – 3 – 1 – 12 – 10 – 8 – 6 – 4 – 2 – 13 Ahau enzovoorts. Na 13 katuns (ongeveer 260 jaar) herhaalt de cyclus zich. Dit stelsel deed dienst in de postklassieke periode in Yucatan (na de tiende eeuw) en was nog in gebruik bij de komst van de Spanjaarden in de zestiende eeuw.
Bij elke katun dacht men zich ook een afgebakend gebied onder een eigen heerser; de dertien katuns samen omvatten de aarde. Deze geografische projectie werd met behulp van een Europese conventie afgebeeld als een wiel. In de Boeken van Chilam Balam van na de Spaanse verovering staan de voorspellingen die bij de dertien katuns horen.

## Bron
- R.L. Roys, The Book of Chilam Balam of Chumayel, Norman: University of Oklahoma Press 1967.